# Schrikdraad

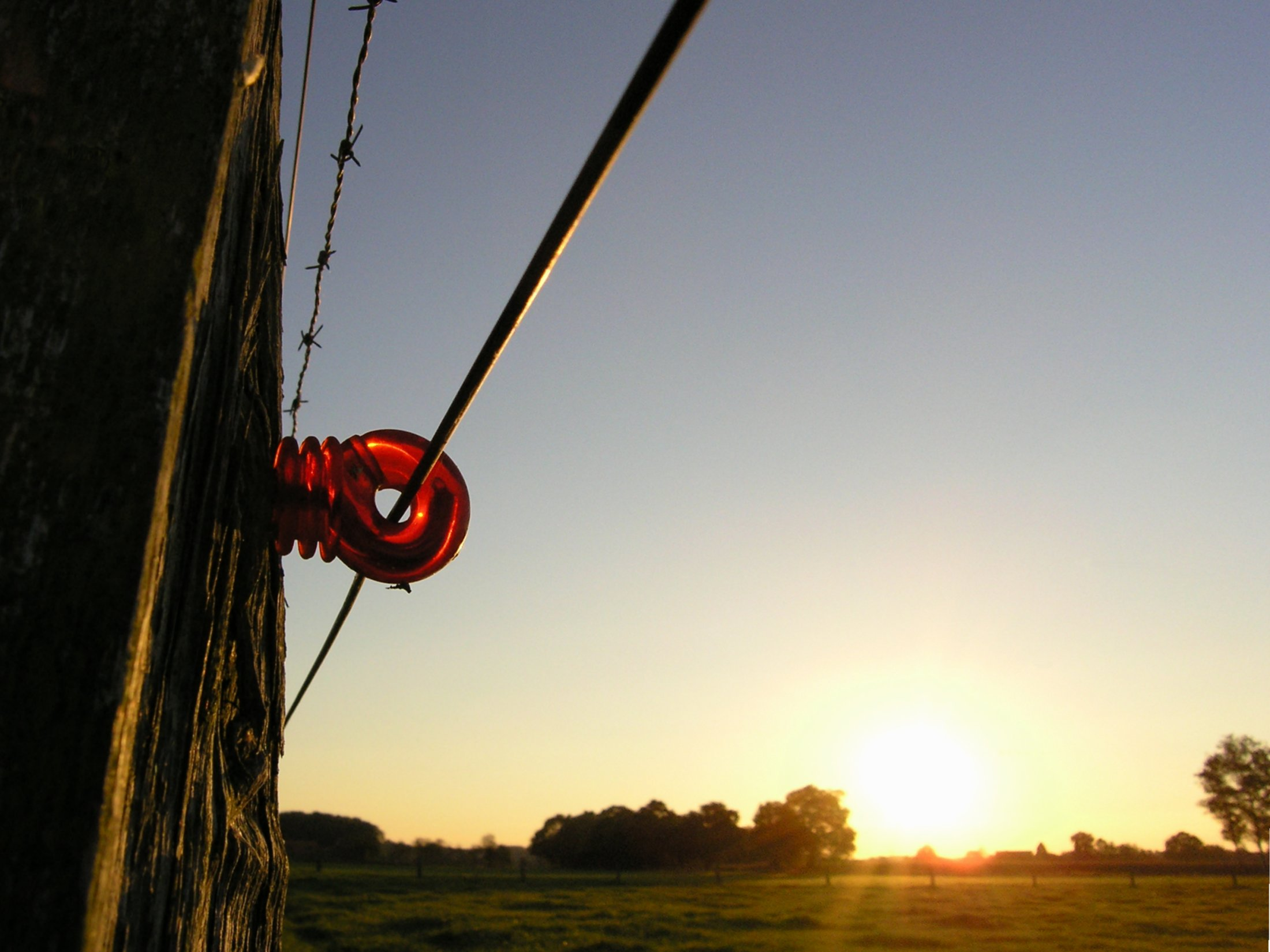
Isolator voor schrikdraad.

Schrikdraad, soms ook wel schrikkeldraad genoemd, is een geleidende draad waar elektrische spanning op staat en die gebruikt wordt in een hekwerk.
Op de draad staat een (meestal pulserende) hoge elektrische spanning (2 tot 10 kV), waardoor degene die de schrikdraad aanraakt een gevoelige schok krijgt. Ondanks de hoge stroomsterkte (maximaal 15 A volgens NEN 60335-2-76) en het grote vermogen is de energie laag (maximaal 6 J) door de zeer korte pulsduur (maximaal 0,5 ms). Daardoor is de schok van modern schrikdraad niet dodelijk.

## Gebruik
Schrikdraad wordt meestal gebruikt om vee binnen de omheining te houden, of om katten en reigers uit de buurt van vijvers te houden. 
Vaak wordt het schrikdraad in een hek gecombineerd met prikkeldraad, waar geen spanning op staat. Dit is handig omdat het hek dan nog steeds bescherming biedt als de stroom uitgeschakeld is. Echt nodig is het echter niet, omdat het vee snel aan de draad gewend raakt.
Veel boeren zetten verschillende draden onder elkaar om het vee binnen de hekken te houden, maar dit is niet altijd nodig. Een enkel draadje kan al genoeg zijn. Heeft men vee zoals paarden is het wel slim om meerdere draadjes te plaatsen, aangezien sommige paarden onder of over de draad heen willen gaan. 

## Materiaal

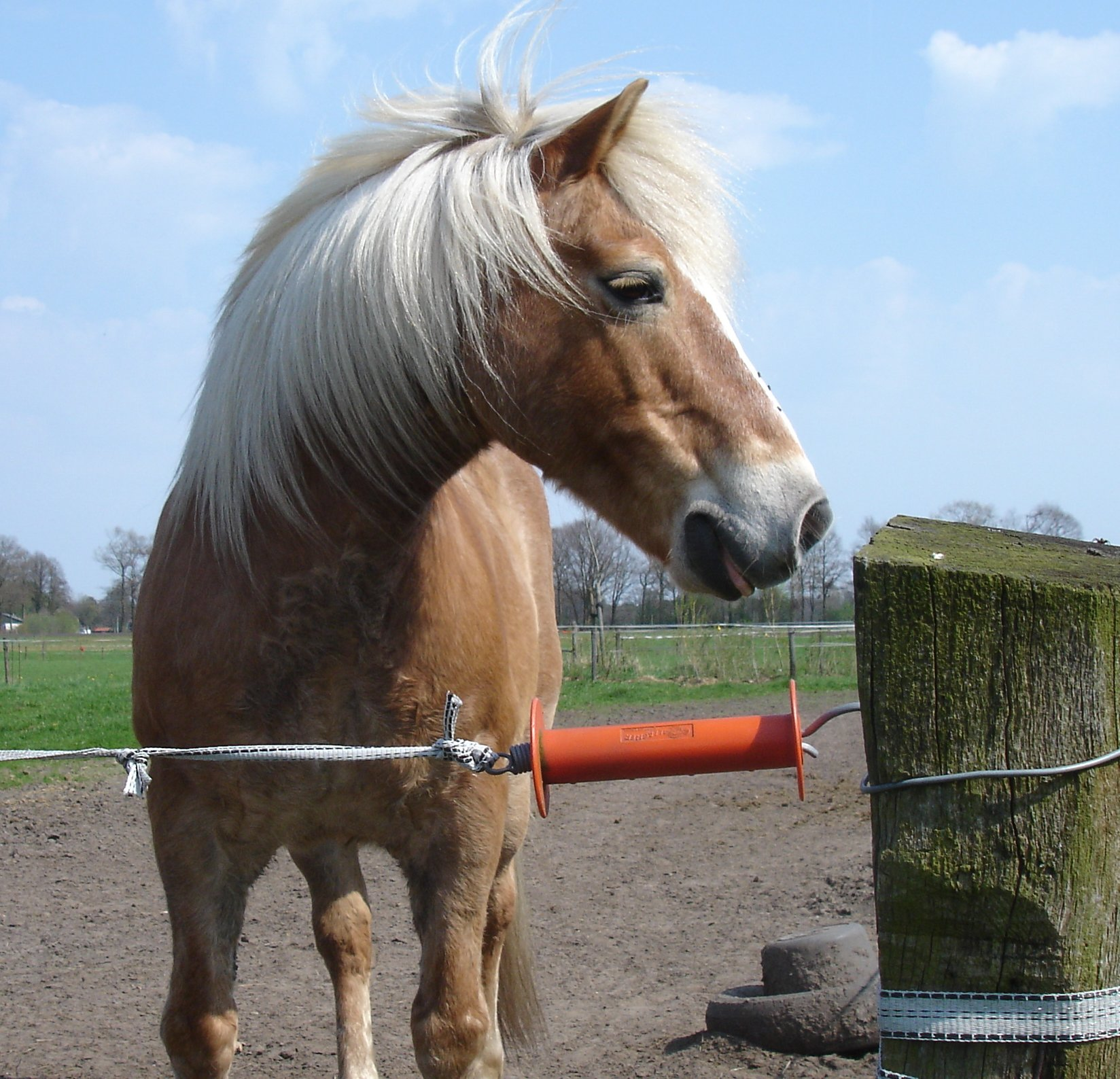
Een isolerend handvat om de draad zonder schok weg te halen.

Schrikdraad was oorspronkelijk massief metaaldraad. Later werd het vaak nylondraad of band waarin roestvast staal (rvs) draadjes zijn verwerkt. Prikkeldraad mag in Nederland niet als schrikdraad worden gebruikt, wel mag het op korte afstand van schrikdraad staan.

## Gewenning
Runderen raken vrij snel gewend aan schrikdraad en leren dat ze de draad moeten mijden. Na de gewenningsperiode is het bijna mogelijk de elektrische spanning uit te schakelen. Bij paarden duurt het veel langer voor ze aan de draad gewend zijn.

## Verbruik
Door de hoge spanning (enkele kV) en de grote stroom (maximaal 15 A) is het vermogen per puls enkele kW. De pulsduur moet zo klein zijn (maximaal 0,5 ms) dat de energie per puls onder de 6 J blijft. Het energieverbruik van schrikdraad is daardoor laag en een schrikdraadapparaat kan dan ook een heel seizoen werken op slechts één batterij. Echter zal door aanraking met begroeiing of door kortsluiting de energie te snel weglekken. Een netstroomapparaat heeft niet het nadeel van leeglopen. Bij weglekkende stroom zullen zowel netstroomapparaten als batterijapparaten met name op grotere afstand van het apparaat veel minder effectief zijn. Een enkel apparaat kan vele kilometers goed geïsoleerd draad van spanning voorzien.

## Wetgeving
Schrikdraad mag geplaatst zijn op de erfscheiding. Indien deze langs de weg ligt, moet de draad 50 cm van de kortst bijzijnde borduur/stoep verwijderd zijn en om de 50 m van een waarschuwingsbord voorzien zijn.

## Gevaar voor wilde dieren

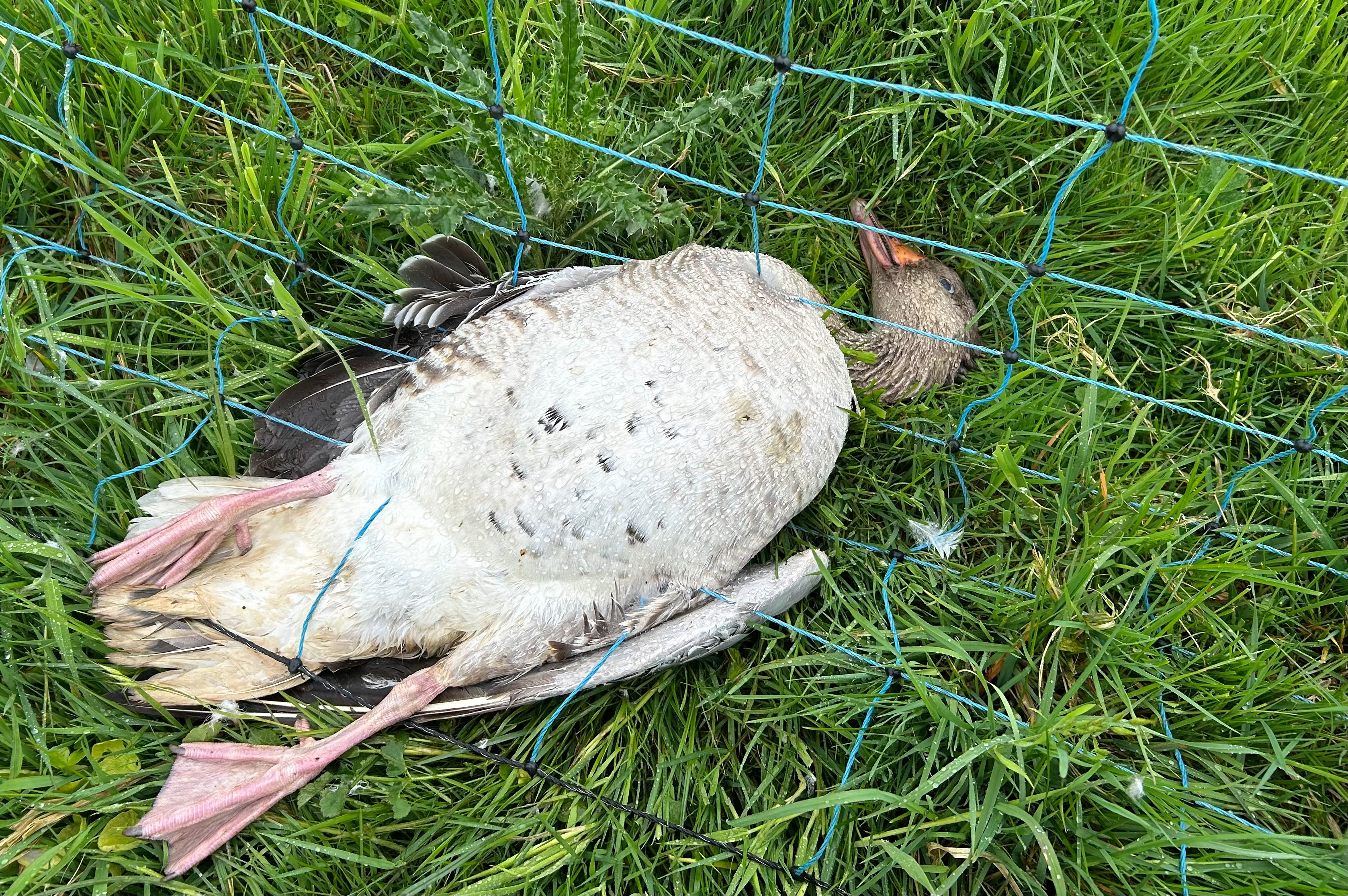
Een grauwe gans, gestorven in een schrikdraadnet.

Schrikdraad kan gevaarlijk en zelfs dodelijk zijn voor verscheidene wilde dieren. In Nederland betreft het vooral grote eendachtigen (zoals ganzen en zwanen) die overlijden doordat zij vast komen te zitten in schrikdraad. Bij het bedreigde Temmincks schubdier is elektrocutie door schrikdraden een van de belangrijkste bedreigingen voor de soort.

## Test
Het is eenvoudig om te testen of een schrikdraad in werking is. Pluk een lange grasspriet en leg hem op de draad. Je voelt niets. Schuif langzaam dichterbij tot je de - op dat moment niet onaangename - schokjes voelt.

## Elektrische draadversperring

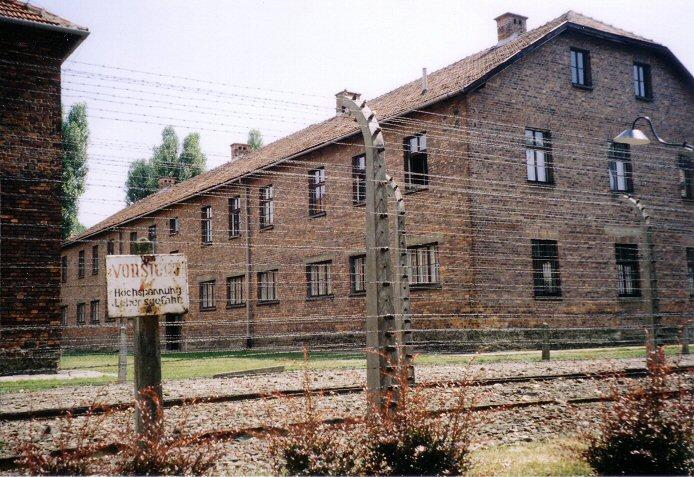
Dodelijke draadversperring in Auschwitz.

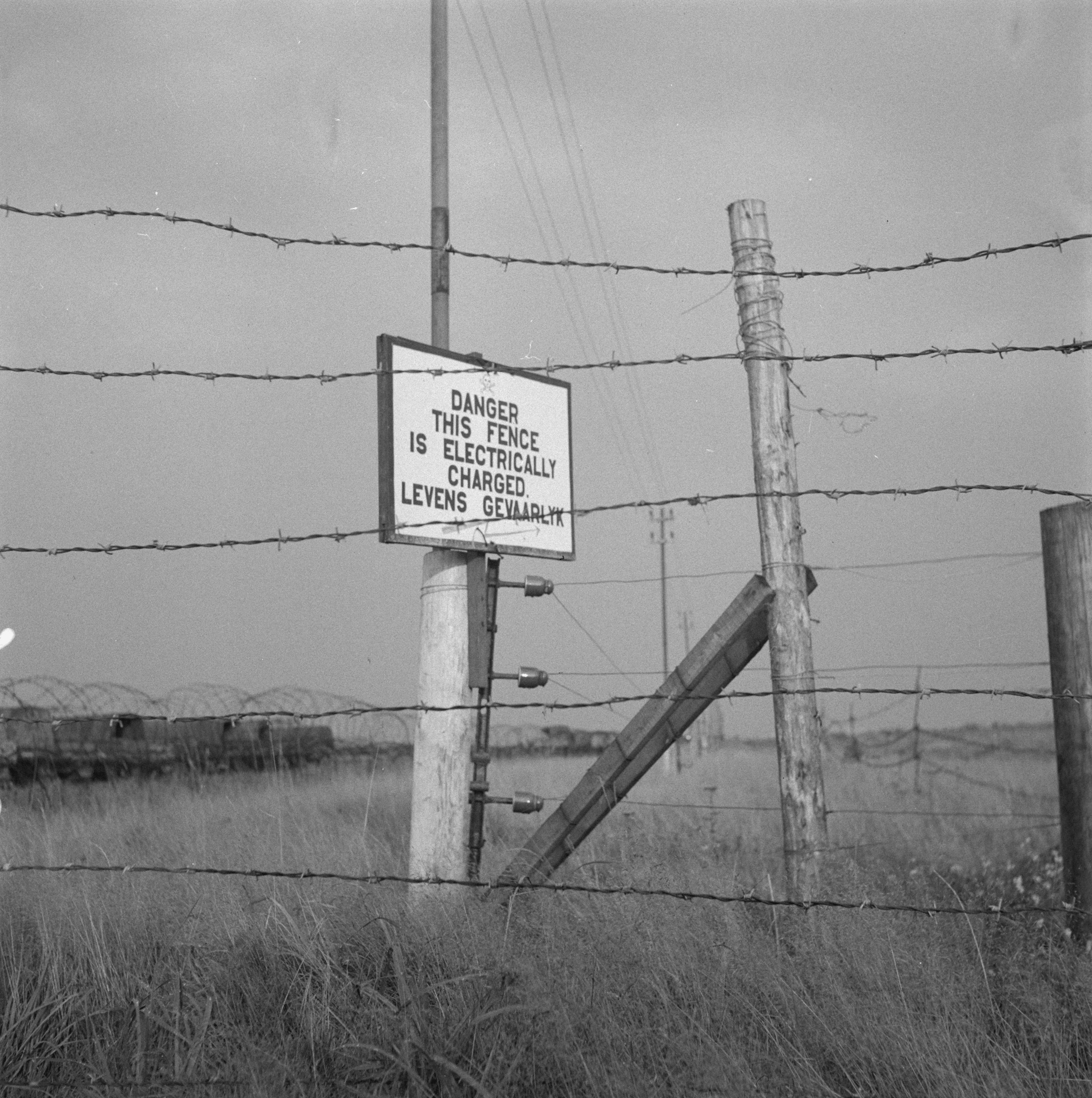
Elektrische draadversperring rond een terrein met afgedankte legervoertuigen op Vliegbasis Deelen.

Schrikdraad is niet dodelijk maar bij aanraking alleen onaangenaam. Een afscheiding onder een dodelijke elektrische spanning komt echter ook voor.
In de Eerste Wereldoorlog bouwde de Duitse bezetter van België een 300 km lang hekwerk langs de Nederlands-Belgische grens: De Draad. Dit hekwerk liep van de Noordzee tot aan Vaals; op dit hekwerk stond een dodelijke hoogspanning. Ook de Duitse concentratiekampen in de Tweede Wereldoorlog waren omheind met een hekwerk met dodelijk vermogen.
Na de Tweede Wereldoorlog was in Nederland gedurende enkele jaren op het terrein van Vliegbasis Deelen een opslagplaats van afgedankte Canadese legervoertuigen. Het terrein waarop deze stonden opgesteld was tot 1947 voorzien van een hek waarop een spanning van 2000 volt stond met een dodelijk vermogen. Volgens ooggetuigen zijn op het hek twee personen geëlektrocuteerd.